# MTV Herzöge Wolfenbüttel
O MTV Herzöge Wolfenbüttel é um clube profissional de basquetebol baseado em Volfembutel, Alemanha que atualmente disputa a Regionalliga, correspondente à quarta divisão do país. Manda seus jogos no Lindenhalle com capacidade para 691 espectadores.

## Histórico de Temporadas
| Temporada | Nível | Liga         | Pos. | Resultado         |
| --------- | ----- | ------------ | ---- | ----------------- |
| 2006-07   | 3     | Regionalliga | 9º   |                   |
| 2007-08   | 3     | Regionalliga | 11º  |                   |
| 2008-09   | 3     | ProB         | 2º   |                   |
| 2009-10   | 3     | ProB         | 14º  |                   |
| 2010-11   | 3     | ProB         | 11º  |                   |
| 2011-12   | 3     | ProB         | 10º  |                   |
| 2012-13   | 3     | ProB         | 7º   |                   |
| 2013-14   | 3     | ProB         | 12º  | Rebaixado         |
| 2014–15   | 4     | Regionalliga | 1º   | Promovido         |
| 2015–16   | 3     | ProB         | 2º   | Oitavas de Finais |
| 2016–17   | 3     | ProB         | 10º  |                   |
| 2017-18   | 3     | ProB         | 6º   | Quartas de finais |
| 2018-19   | 3     | ProB         | 11º  | Rebaixado         |
| 2019-20   | 4     | Regionalliga |      |                   |
| 2020-21   | 4     | Regionalliga | 13º  |                   |
| 2021-22   | 4     | Regionalliga | 11º  |                   |
| 2022-23   |       |              |      |                   |
| 2023-24   | 4     | Regionalliga | 9º   |                   |
| 2024-25   | 4     | Regionalliga | 5º   |                   |

## Títulos

### Copa da Alemanha
- Campeão (2):1972, 1982

### 2.Bundesliga ProB
- Finalista (1):2008-09

### Regionalliga Norte
- Campeão (1):2014-15

## Equipe feminina
O clube possui uma equipe de basquetebol feminino chamada Wolfpack Wolfenbüttel que atualmente disputa a 2.Bundesliga Nord e em seu histórico consta um título da DBBL (divisão de elite) na temporada 2011-12.